# Alvin Singh
Alvin Singh (9 giugno 1988) è un calciatore figiano che milita nel Ba nel ruolo di difensore.

## Carriera

### Club
Ha giocato nel campionato figiano, papuano e australiano.

### Nazionale
Ha partecipato alla Coppa d'Oceania nel 2012 e nel 2016.